# Döbrököz
Döbrököz je vas na Madžarskem, ki upravno spada pod podregijo Dombóvári Županije Tolna.